# Перес, Рубен
Рубе́н Сальвадо́р Пе́рес дель Ма́рмоль (исп. Rubén Salvador Pérez del Mármol; 26 апреля 1989, Эсиха, Испания) — испанский футболист, полузащитник клуба «Панатинаикос».

## Карьера

### Клубная
С 13 лет выступал за юношеские команды «Атлетико Мадрид». В основном составе клуба дебютировал 15 мая 2010 года. 25 июня 2010 отправился в «Депортиво» в аренду на два сезона как часть сделки по приобретению мадридцами Луиса Филипе. По итогам сезона «Депортиво» вылетел из Примеры, но Перес своей игрой произвёл хорошее впечатление и привлёк к себе внимание выступающего в примере «Хетафе», который взял игрока в аренду на один сезон.
В сезоне 2012/13 играет на правах аренды в «Бетисе». В 34-м туре чемпионата Испании на «Камп Ноу» забил эффектный гол в ворота «Барселоны» сильным ударом с 30 метров в самую девятку ворот Хосе Мануэля Пинто. Тем не менее «Бетис», который вёл в счёте после первого тайма, уступил в итоге 2:4.
9 августа 2016 перешёл в "Леганес" на правах аренды.
14 июля 2021 подписал двухлетний контракт с "Панатинаикосом".

### В сборной
На победном для Испании молодёжном чемпионате Европы по футболу 2011 числился в заявке, но на поле ни разу не вышел.